# Reusel-De Mierden
Reusel-De Mierden ( udtale ?; Brabantsk: Reuzol-De Mierd) er en kommune og en by i den sydlige provins Noord-Brabant i Nederlandene.

## Kernerne
I Reusel-De Mierden kommune ligger følgende kernerne:
- De Hoef
- Hooge Mierde
- Hulsel
- Lage Mierde
- Reusel (gemeentehuis)

- Wikimedia Commons har flere filer relateret til Reusel-De Mierden

51°21′43″N 5°09′47″Ø / 51.362°N 5.163°Ø